# Psychasthenie

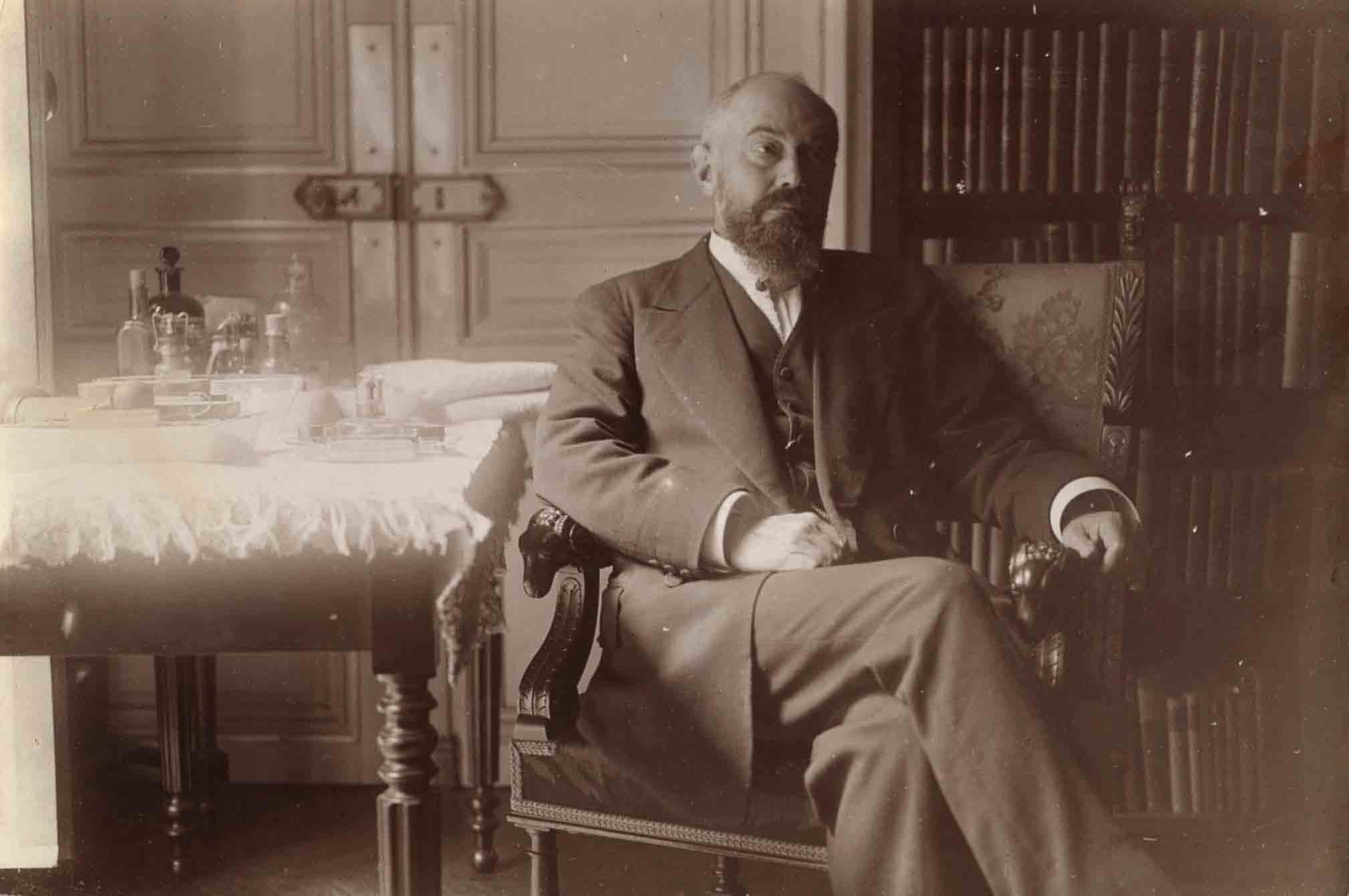
Pierre Janet (1859–1947)

Psychasthenie ist eine psychische Störung, die derzeit als („andere“) neurotische Störung (ICD-10 F48.8; ICD-9-CM 300.89) klassifiziert wird.
Der Terminus wurde von Pierre Janet 1903 durch Abwandlung aus „Neurasthenie“ eingeführt. Er gilt heute als veraltete Bezeichnung für geringe körperliche und psychische Belastbarkeit (als neurotische Störung), die trotz ihres ICD-Codes in der Praxis nur noch selten verwendet wird oder gar „in Vergessenheit geraten“ ist. Sprachlich ist er aus altgriechisch ψυχή psȳchḗ ‚Hauch, Atem, Leben, Lebenskraft, Seele, Geist, Gemüt‘ und ἀσθένεια asthéneia ‚Schwäche, Kraftlosigkeit, Krankheit‘ (zu ἀσθενής asthenḗs ‚kraftlos, schwach‘) zusammengesetzt.

## Janets Neurosentheorie
In seiner Darstellung der Neurosen stellte Janet die Psychasthenie und die Hysterie – die beiden Begriffe standen zusammen mit der Neurasthenie im Zentrum der Diskussion der Neurosen zum Anfang des 20. Jahrhunderts – als „Hauptneurosen“ einander gegenüber und ordnete Zwangsneurosen (Zwangsvorstellungen), Phobien, Gefühle der Unvollkommenheit, Skrupelhaftigkeit, Schüchternheit sowie Willens-/Antriebsschwäche der Psychasthenie zu.

## Weiterentwicklungen
Carl Gustav Jung postulierte in seiner Persönlichkeitstheorie einen Zusammenhang zwischen Psychasthenie und Introversion. Im Falle des Ausbildens einer Neurose sollten Introvertierte zur Psychasthenie neigen, während Extravertierte typischerweise die gemäß Janet „entgegengesetzte Hauptneurose“ Hysterie entwickelten.
Hans Jürgen Eysenck wiederum nahm in seiner Persönlichkeitstheorie, die er mit empirisch-statistischen Untersuchungen (Psychometrie, Faktorenanalyse) untermauerte, Jungs Gedanken auf. Den Ausdruck „Psychasthenie“ ersetzte er dabei durch „Dysthymie“. („Dysthymie“ erlangte in der Folge eine andere, im Diagnostic and Statistical Manual of Mental Disorders und im ICD anders als die Psychasthenie eingeordnete Bedeutung, nämlich als depressive Störung.)
Über Emil Kraepelins Klassifikation psychiatrischer Störungen anhand möglichst objektiver Merkmale gelangte die Psychasthenie als eigene Skala (Kürzel Pt) in das Minnesota Multiphasic Personality Inventory. Trotz der veralteten zugrundeliegenden Terminologie handelt es sich dabei um ein aktuell in Diagnostik und Forschung verwendetes psychologisches Testverfahren, nicht nur im ursprünglich ins Auge gefassten klinischen, sondern auch im Normalbereich.

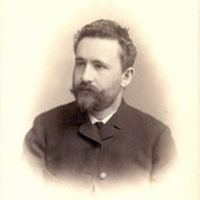
Emil Kraepelin (1856–1926)
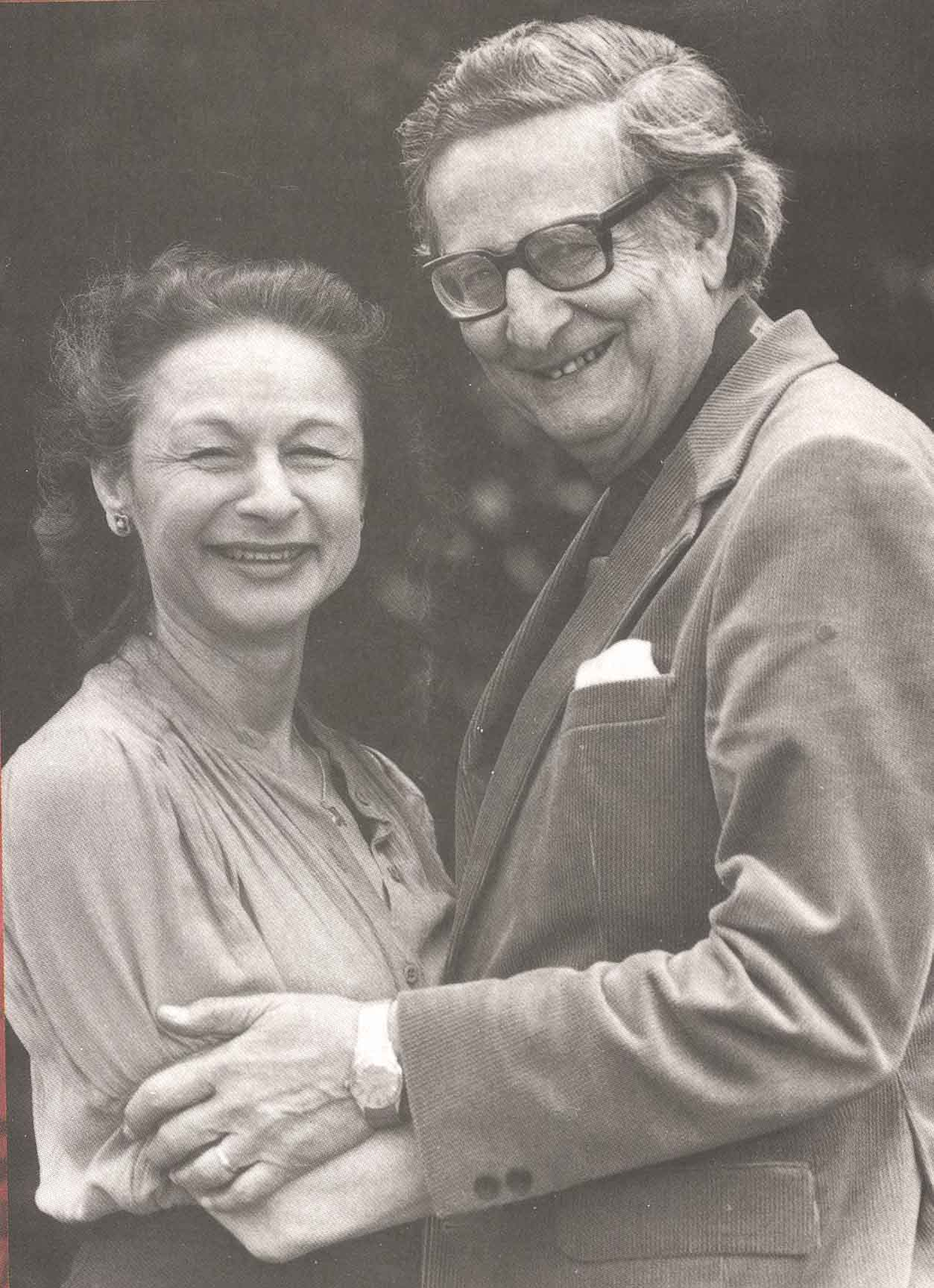
Hans J. Eysenck (1916–1997) mit Gattin Sybil